# Attalea rhynchocarpa
Attalea rhynchocarpa är en enhjärtbladig växtart som beskrevs av Karl Ewald Maximilian Burret. Attalea rhynchocarpa ingår i släktet Attalea och familjen Arecaceae.
Artens utbredningsområde är Colombia. Inga underarter finns listade i Catalogue of Life.